# مهرجان شيراز للفنون
كان مهرجان شيراز للفنون (بالفارسية: جشنواره هنر شیراز) مهرجانًا سنويًا للفنون الصيفية، أقيم في إيران وقرب بين الشرق والغرب. اقيم بين العامين 1967-1977 في مدينة شيراز و بيروزي في وسط إيران بمبادرة من شبانو(ملكة) فرح بهلوي .
تضمن برنامج المهرجانات والموسيقى والرقص والدراما والسينما، المصحوبة بالندوات والمناقشات، يعرض في مجموعة متنوعة من المناطق في شيراز والمناطق المحيطة بها. شملت الأماكن أنقاض برسيبوليس (العاصمة بلاد فارس قديما) واماكن اثارية كثيرة وقاعة الاحتفالات في جامعة شيراز. 

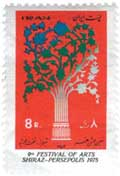
ختم مهرجان شيراز للفنون ، 1975

بعض الذين شاركوا في المهرجان: في المسرح، ييجي غروتوفسكي ، بيتر بروك ، تاديوش كانتور ، أربي اوفناسين، بيجان مفيد، داود رشيدي، بيتر شومان ، برويز الصياد، اندريه سربان وروبرت ويلسون، شوجي تيراياما و اندريه غريغوري و علي ناسريان و فيكتور غارسيا و جوزيف شايكين وإسماعيل خلف. قدموا المسرحيات التقليدية مثل تعزية (مسرحيات عاطفية) وكاثاكالي من إيران، ونوح من اليابان، وكذلك ر. سيروماغا من المسرح الوطني في أوغندا، دورو لابيدو من المسرح الوطني في نيجيريا، وتم تقديم بابوجي كي باد من الهند والكثير غيرهم. 

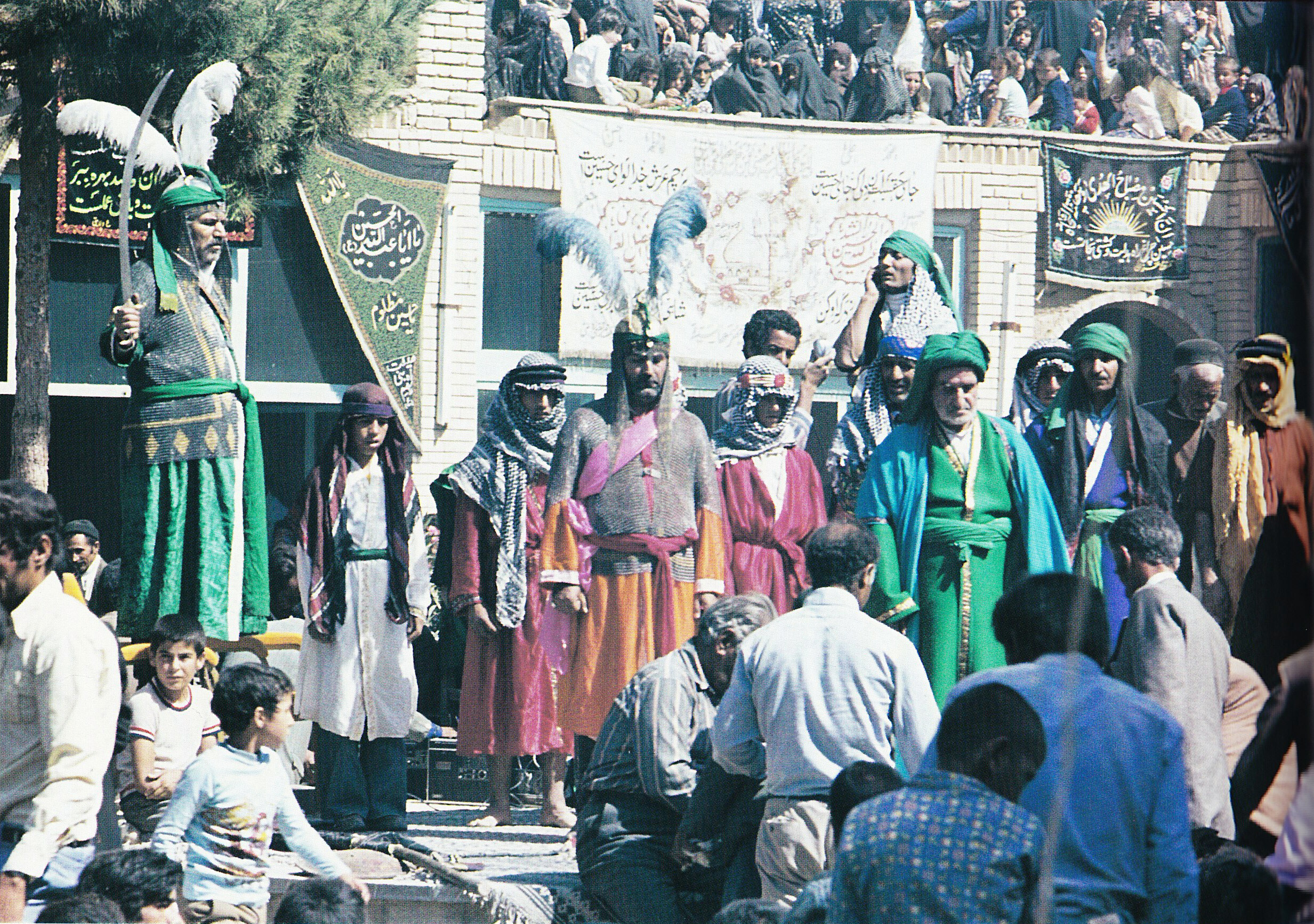
أداء تعزية في مهرجان شيراز ، 1975

في الموسيقى، قدمت الموسيقيين الفن إلايراني التقليدي، بينهم حسن كسائي ، جليل شهناز، أحمد عبادي، فارامارز بايفار، علي اصغر بهاري، حسين طهراني، حسين كبامي وألفاهاب شحيدي . ومن بين هؤلاء الأساتذة الشبان حسين علي زاده وداريوش تالاي ومحمد رضا لطفي وماجد كياني ومحمد رضا شجاريان وباريسا ونور الدين رضوي سارفستاني. ومن الموسيقيين الكلاسيكيين الهندي ولايت خان، بسم الله خان، شاران راني، بران ناث، سوندارام بالاتشاندر، رافي شانكار ، رام نارايان ، جيراسيا وداكر . تم تقديم الموسيقى التقليدية غير الغربية، بما في ذلك الرقص، من أفغانستان، الجزائر، بوتان، الصين، مصر، إندونيسيا، العراق، اليابان، كوريا الجنوبية، المغرب، نيبال، باكستان، الفلبين، رواندا، السنغال، تونس، تركيا، فيتنام .
في مجال الموسيقى الغربية حضر يهودي مينوهين وكريستيان فيراس ومارثا أريرج وأرثر روبنشتاين وإيفون لوريود في حفل موسيقي. كانت الأوركسترا الوطنية للإذاعة والتلفزيون الإيراني قد نظمتة. المشاركون الآخرون في هذا المجال من إيران هم مرتضى حنانة، وأوركسترا طهران السيمفونية . من الغرب، جيلبرت ايمي قاد أوركسترا دو دومين الموسيقية. 

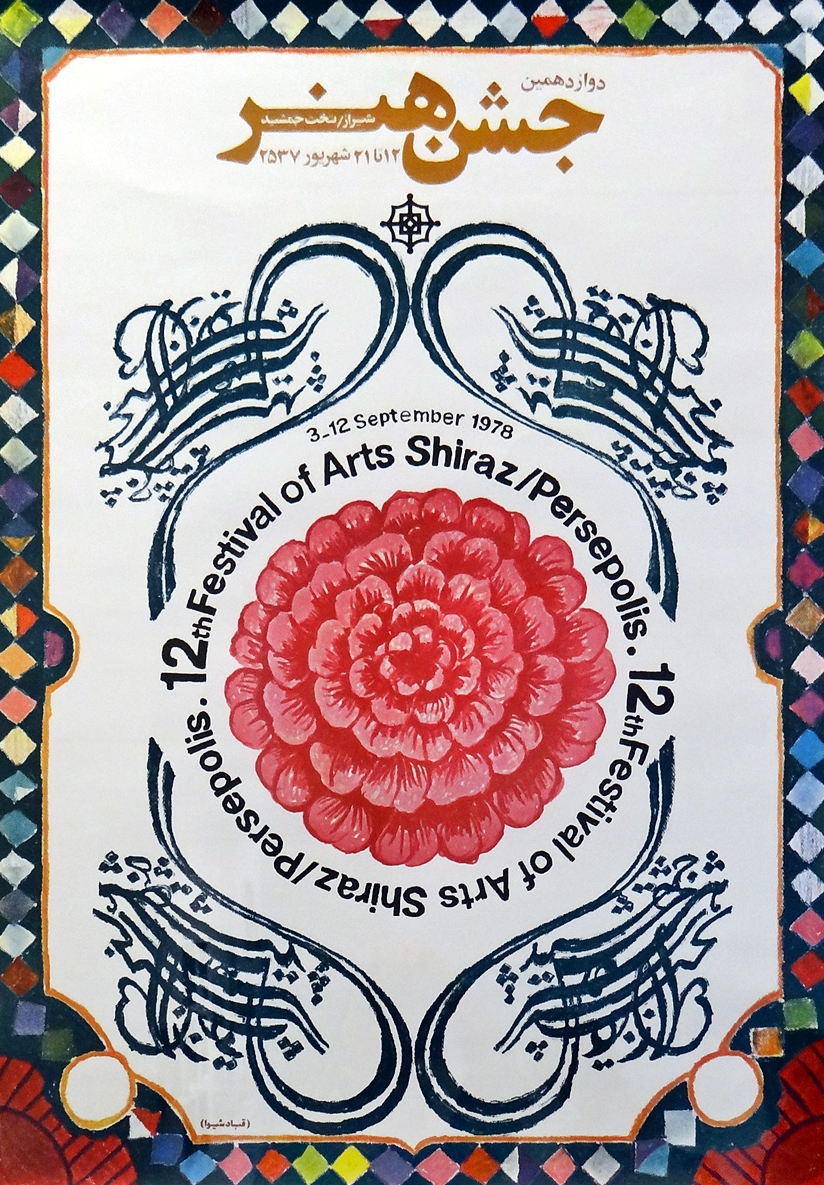
ملصق لمهرجان الفنون الثاني عشر الملغي ، شيراز

تم إلغاء المهرجان الثاني عشر في بداية الثورة الإسلامية عام 1978 بداعي القلق على سلامة الفنانين.

## صالة عرض

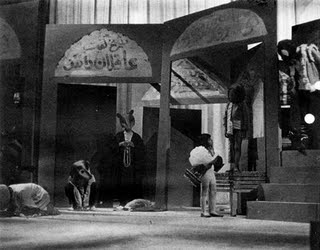
شهر غزة ، بقلم بيجان مفيد ، 1968
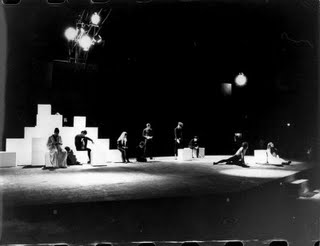
القمر والفهد بقلم بيجان مفيد ، 1970
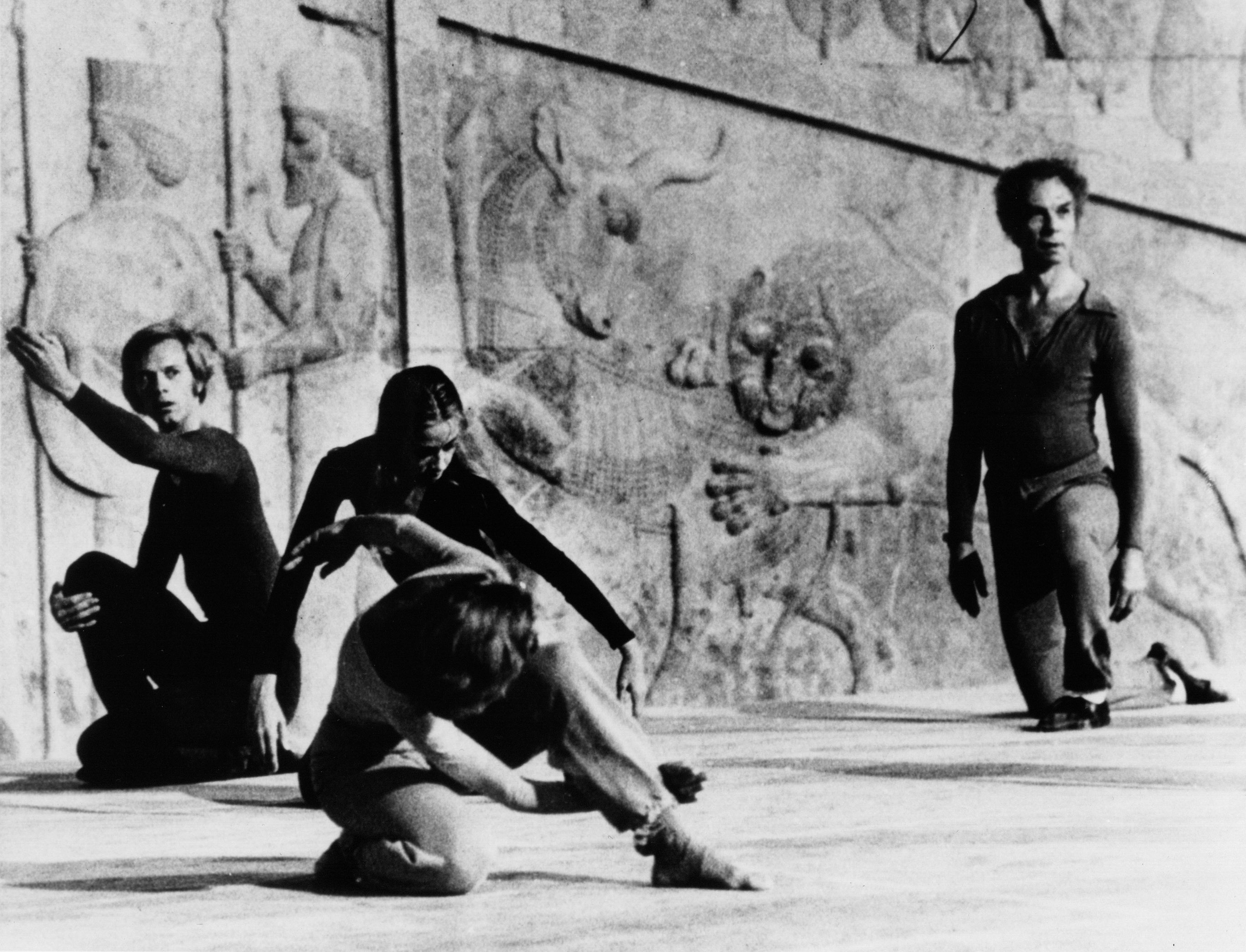
حدث برسيبوليس ، دوغلاس دان (يسار) ، كارولين براون (الخلف) وميرسي كننغهام (يمين)
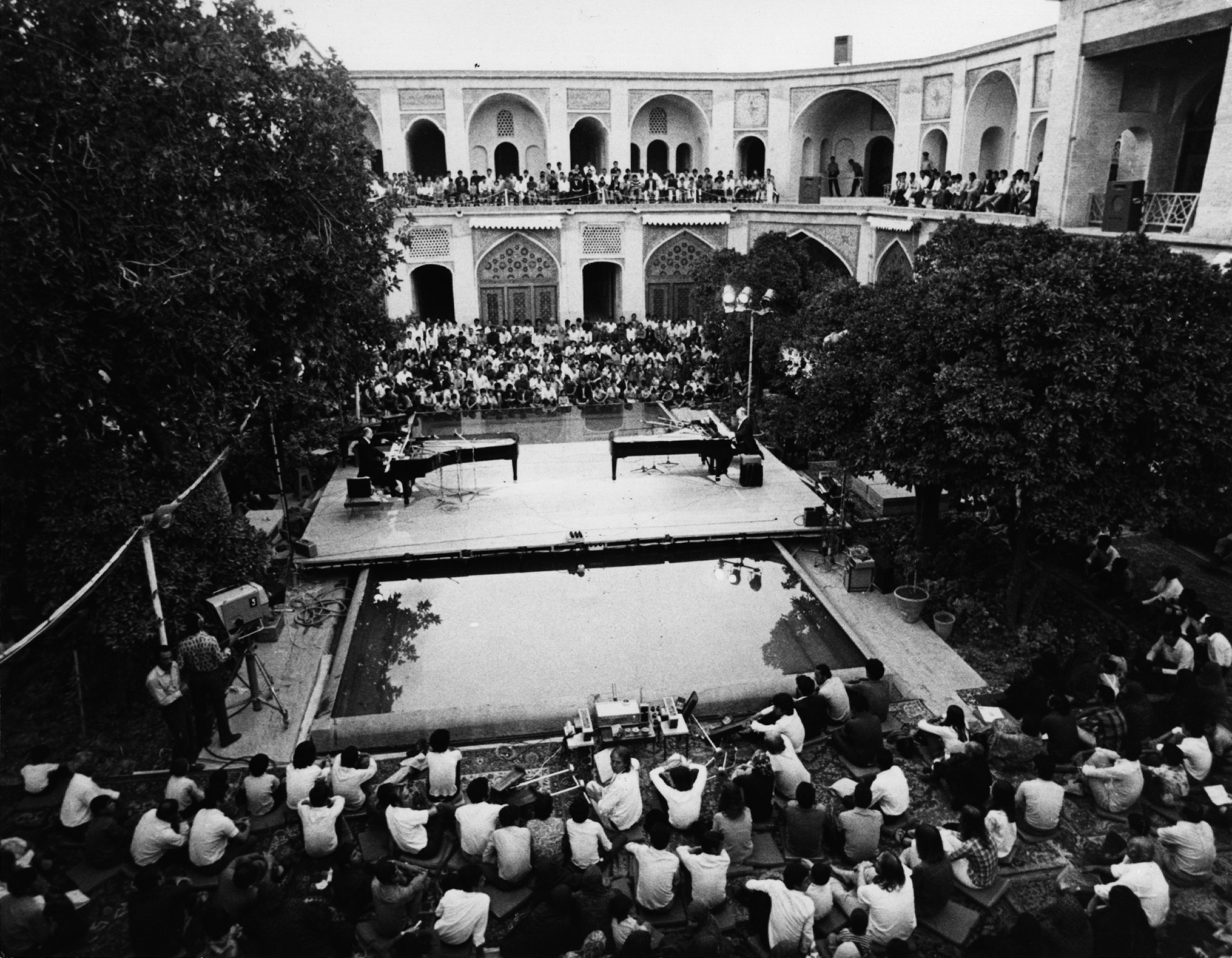
تعويذة Stockhausen في 2 سبتمبر 1972 ، Aloys و Alfons Kontarsky ، البيانو ، الإلكترونيات بواسطة الملحن (المقدمة)
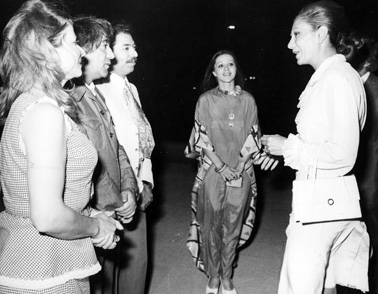
فرح بهلوي يتحدث مع فرزانة تايدي وعلي نصريان وعزت الله انتزامي
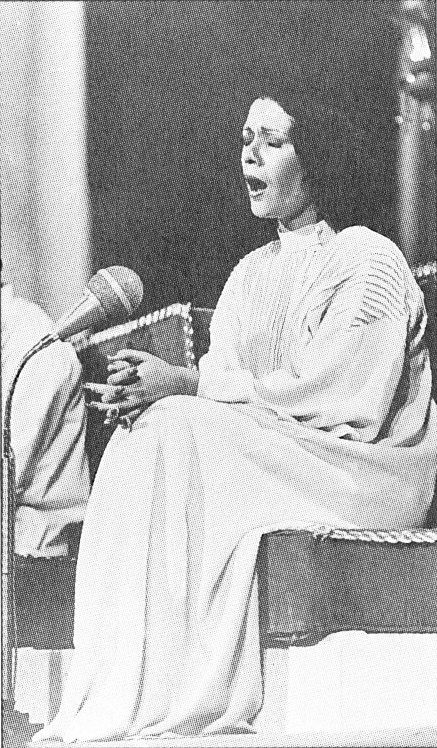
رافي شانكار يغني في مهرجان شيراز للفنون في السبعينيات
- رام نارايان يغني في مهرجان شيراز للفنون في السبعينيات
- باريسا تغني في مهرجان شيراز للفنون 1967

## روابط خارجية
- مهرجان شيراز للفنون على موقع ميوزك برينز (الإنجليزية)
- "مهرجان الفنون، شيراز - برسيبوليس" ، مهاستي أفشار (يناير 2015)
- فرقة الموسيقى الفارسية في مهرجان شيراز للفنون، 1970 (فيديو)
- نيوزيلندي على الشاشة. صوت الأبواق، تغلب على الطبول ، فيلم توني وليامز الوثائقي عن مهرجان 1969